# Susanne Bier
Susanne Bier (ur. 15 kwietnia 1960 w Kopenhadze) – duńska reżyser i scenarzystka. Laureatka Złotego Globu i Oscara za film W lepszym świecie.

## Życiorys
W pełnym metrażu debiutowała na początku lat 90. Jej filmy były wielokrotnie nagradzane nie tylko w Danii. Specjalizuje się w kinie psychologicznym. W 2002 zrealizowała według zasad Dogmy dramat Otwarte serca. Obrazem tym rozpoczęła współpracę ze scenarzystą Andersem Thomasem Jensenem.
Uznanie przyniósł Bier dramat Bracia (2004), ukazujący relacje między tytułowymi braćmi – zawodowym wojskowym i kryminalistą. Film rozgrywa się współcześnie, częściowo w targanym wojną Afganistanie. Dwa lata później nakręciła nominowane do Oscara dla najlepszego filmu obcojęzycznego Tuż po weselu, a w 2007 powstał pierwszy anglojęzyczny film Dunki Things We Lost in the Fire z Halle Berry oraz Benicio del Toro w rolach głównych.
W 2011 podczas gali Złotych Globów za rok 2010 otrzymała statuetkę za film W lepszym świecie dla najlepszego filmu nieangielskojęzycznego. Również w 2011 roku podczas 83. ceremonii Oscarów Akademia Filmowa wyróżniła ten sam film wręczając jej Oscara dla najlepszego filmu nieanglojęzycznego.
Zasiadała w jury sekcji "Cinéfondation" na 61. MFF w Cannes (2008).

## Filmografia
- Freud flyttar hemifrån... (1991)
- Det bli'r i familien (1994)
- Pensionat Oskar (1995)
- Sekten (1997)
- Den eneste ene (1999)
- Livet är en schlager (2000)
- Otwarte serca (Elsker dig for evigt 2002)
- Bracia (Brødre 2004)
- Tuż po weselu (Efter brylluppet 2006)
- Druga szansa (Things We Lost in the Fire 2007)
- W lepszym świecie (In a Better World) (2010)
- Wesele w Sorrento (Den Skaldede frisør) (2012)